# Naken kvinna som går nerför en trappa, nr 2
Naken kvinna som går nerför en trappa, nr 2 (Franska: Nu descendant un escalier n° 2) är en målning av Marcel Duchamp, som ställdes ut första gången 1912. 
Naken kvinna som går nerför en trappa, nr 2 är en oljemålning på duk, 147 cm hög och 89,2 cm bred, som synes avbilda en figur som rör sig, i ockra och bruna färgtoner. Figurens urskiljbara kroppsdelar bildas av intrasslade konformade och cylindriska formelement, vilka är fästade samman på ett sätt som antyder en rytm och att figuren är i rörelse. Svarta linjer ger konturer till kroppen, samtidigt som de understryker den rörliga figurens dynamik. Rörelsen verkar vara en rotation motsols från det övre vänstra hörnet till det under högra hörnet. I det undre vänstar hörnet har Marcel Duchamp placerat titeln "NU DESCENDANT UN ESCALIER" i tryckbokstäver. Om figuren representerar en människa eller inte ges inga ledtrådar, eftersom inga antydningar finns om faktorer som ålder, kön eller individuella egenskaper.

Eadweard Muybridge: Woman Walking Downstairs – 1887

Målningen kombinerar element från både kubism och futurism. I kompositionen avbildar Duchamp rörelse genom en serie bilder lagda över varandra, liknande strobografisk rörelsefotografi. Duchamp bekräftade influens av tidens experimentella rörelsefotografi av Eadweard Muybridge, till exempel dennes Woman Walking Downstairs från en serie bilder 1887.
Marcel Duchamp sände in målningen till den 28:e utställningen Salon des Indépendants i Paris i mars-maj 1912 för att visas med andra kubistiska målningar. Där finns den i katalogen, men den hängdes inte upp.  Hängningskommittén gjorde invändningar och krävde en annan titel på konstverket, varför Duchamp drog tillbaka målningen. Den ställdes dock ut tillsammans med kubistgruppen på Galeries J. Dalmaus Exposicio d'art cubista i Barcelona i Spanien i april-maj 1912, och senare samma år - under sin ursprungliga titel - på Salon de la Section d'Or på Galerie de la Boétie i oktober 1912 och också på Salon d'Automne 1912.  
Efter detta sände Duchamp målningen till 1913 år Armory Show i New York, där den amerikanska publiken. som var van vid naturavbildande konst, chockerades. Målningen visades i utställningens "Kubism-rum". New York Times konstkritiker Julian Street skrev att konstverket liknade "en explosion i en skifferfabrik" och satirtecknare häcklade målningen.
Målningen såldes på Armory Show och såldes 1919 vidare till Louise och Walter Arensberg. Dessa donerade den senare till Philadelphia Museum of Art.